# 伯爾奧克 (愛荷華州)
伯爾奧克（英語：Burr Oak）是位於美國愛荷華州溫納希克縣的一個人口普查指定地區。

## 人口
根據2010年美國人口普查的數據，伯爾奧克的面積為1.79平方千米，當中陸地面積為1.79平方千米，而水域面積為0.00平方千米。當地共有人口171人，而人口密度為每平方千米95.53人。